# Can't Cry Anymore
Can't Cry Anymore is een nummer van de Amerikaanse zangeres Sheryl Crow uit 1995. Het is de zesde single van haar debuutalbum Tuesday Night Music Club.
Volgens de Chicago Tribune heeft het nummer overeenkomsten met Honky Tonk Women van The Rolling Stones. "Can't Cry Anymore" werd een bescheiden hit in de Verenigde Staten, waar het de 36e positie haalde in de Billboard Hot 100. In het Nederlandse taalgebied haalde de plaat geen hitlijsten.

## Tracklijst
- Cd-single

1. "Can't Cry Anymore" – 3:41
2. "I Shall Believe" (live at the Empire, June 6, 1994) - 7:31